# جون بوتير (مغني)
جون بوتير (بالإنجليزية: John Potter)‏ هو مغني بريطاني، ولد في القرن العشرين.

## وصلات خارجية
- الموقع الرسمي
- جون بوتير على موقع IMDb (الإنجليزية)
- جون بوتير على موقع ميوزك برينز (الإنجليزية)
- جون بوتير على موقع أول ميوزيك (الإنجليزية)
- جون بوتير على موقع أول ميوزيك (الإنجليزية)
- جون بوتير على موقع ديسكوغز (الإنجليزية)